# Moseley Railway Trust
| Moseley Railway Trust                                                                | Moseley Railway Trust |
| ------------------------------------------------------------------------------------ | --------------------- |
| Die Dampflok Stanhope des Moseley Railway Trust auf der Apedale Valley Light Railway |                       |
| Streckenlänge:                                                                       | 1,5 km                |
| Spurweite:                                                                           | 610 mm (2-Fuß-Spur)   |
|                                                                                      |                       |

Der Moseley Railway Trust (MRT) ist eine Sammlung von britischen Schmalspurbahn-Lokomotiven und Wagen. Ursprünglich wurde sie in Manchester ausgestellt, ist aber inzwischen in den Apedale Community Country Park bei Newcastle-under-Lyme in Staffordshire umgezogen, wo die Apedale Valley Light Railway und ein Eisenbahnmuseum neben dem Apedale Heritage Centre errichtet wurden.

## Geschichte

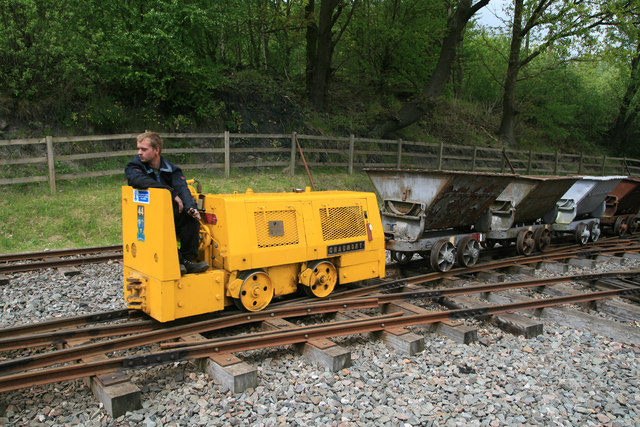
Diesellok Chaumont des Moseley Railway Trust

Der erste Bauabschnitt der Schmalspurbahn mit einer Spurweite (Bahn) von 610 mm (2 Fuß) wurde im Juli 2010 offiziell für den Personenverkehr in Betrieb genommen. Die Pläne für einen großen Museumsneubau wurden vom Gemeinderat genehmigt, so dass der Bau 2011 beginnen konnte.
Es ist geplant, eine Eisenbahnstrecke entlang der Grenze des Grundstücks des MRT und des Apedale Heritage Centre zu errichten, mit einer Abzweigung zum Adit No 7, einem wiederaufgebauten Bergwerkschacht, den die Aurora Mining Company bis 1996 betrieben hat.

## Überblick
Von 1998 bis 2007 war die Sammlung des Trusts in einem Lagerhaus eingemottet, nachdem der Trust das Gelände in Cheadle bei Manchester verlassen musste, wo er die Moseley Tramway mit einer Spurweite von 610 mm mit seinen Schmalspurbahnlokomotiven betrieb. 2007 wurde die Sammlung durch den Erwerb von mehreren Fahrzeugen der früheren Cadeby Rectory Railway erweitert, die nach Apedale gebracht wurden.
Außer dem Museum ist die Errichtung einer Strecke für Güterverkehr geplant, um die zahlreichen Sammlungsstücke in Betrieb nehmen zu können.

## Lokomotiven

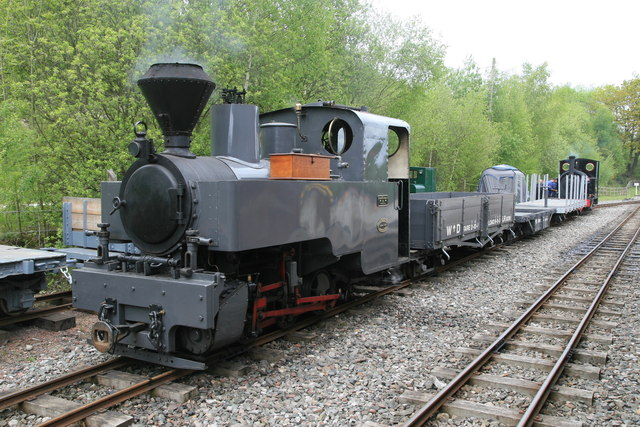
Dampflok Joffre des Moseley Railway Trust auf der Apedale Valley Light Railway

Der Trust besitzt folgende Dampfloks:
- Kerr Stuart Tattoo, 0-4-2ST Stanhope (Seriennummer: 2395; Baujahr: 1917) für den Personenverkehr
- Kerr Stuart Joffre, 0-6-0T (Seriennummer: 3014; Baujahr: 1916) aus den Schützengräben des Ersten Weltkriegs in Frankreich
- Hudswell Clarke, 0-6-0WT (Seriennummer: 1238; Baujahr: 1916) im Jahr 2008 von den Ashanti Goldfields in Ghana re-importiert
- Hunslet War Office, 4-6-0T (Seriennummer:  1215; Baujahr: 1916), aus dem Ersten Weltkrieg, aus Australien re-importiert

Die Apedale Valley Light Railway beherbergt außerdem die Sammlung des Trusts mit etwa 60 Benzin- und Diesel-Schmalspurloks. Außerdem gibt es vier Lokomotiven mit Verbrennungsmotor im Apedale Heritage Centre.

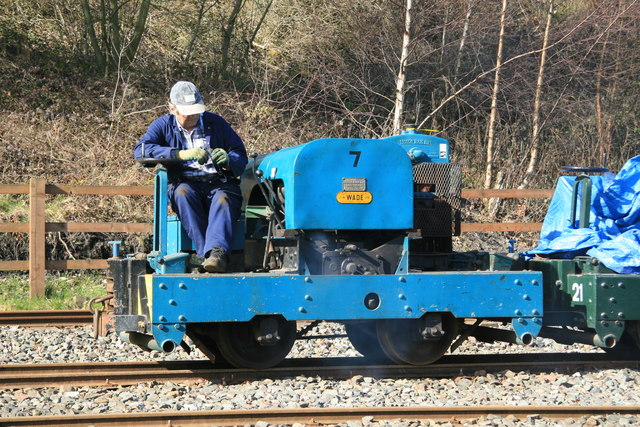
Simplex Lok des War Office und von Z & W Wade in Whaley Bridge
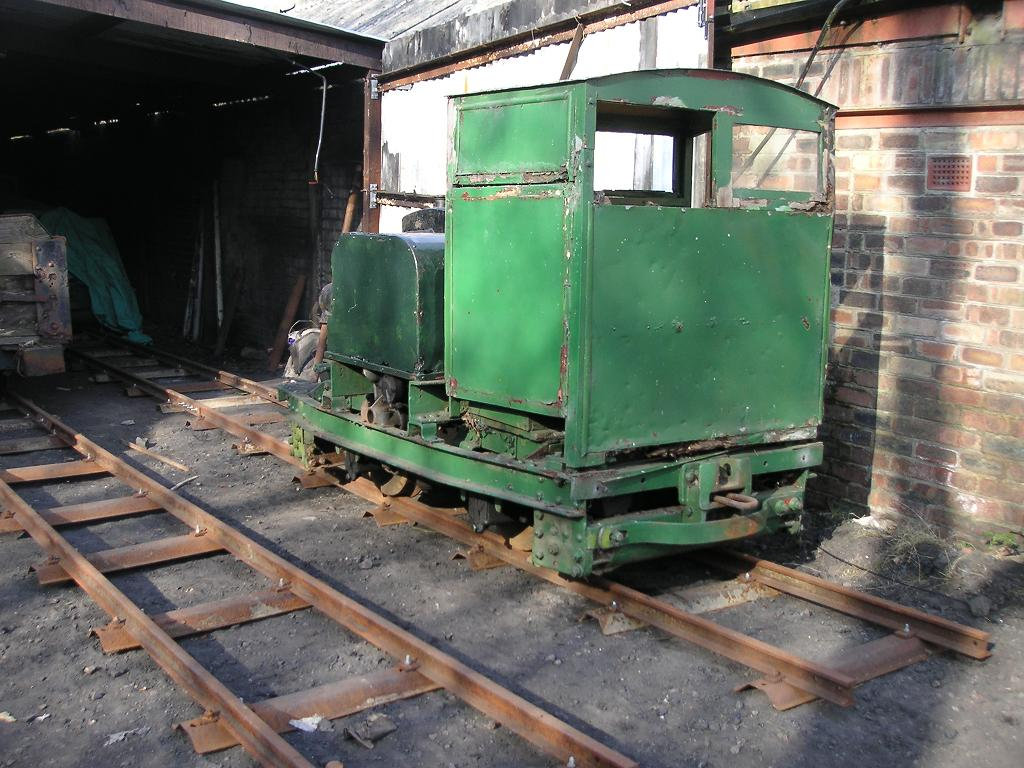
MotorRail MR2197, der früher auf der Cadeby Light Railway fuhr
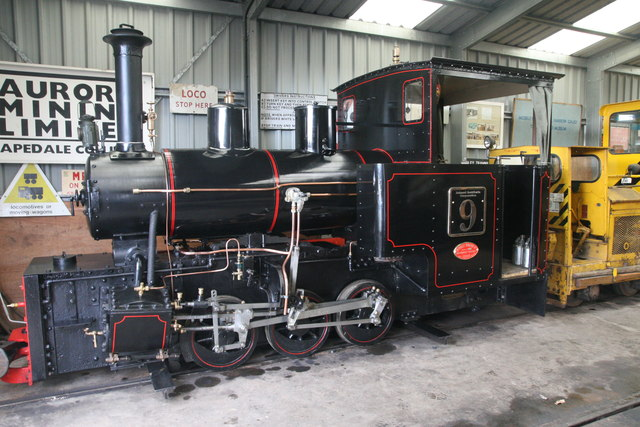
Hudswell Clarke No. 1238 von 1916 aus Ghana
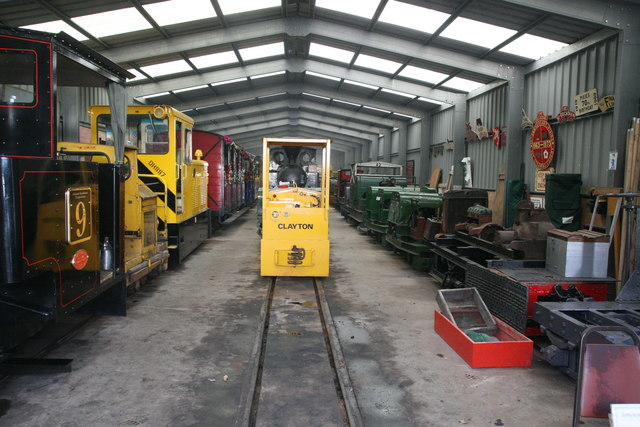
Lokschuppen mit Clayton-Lok
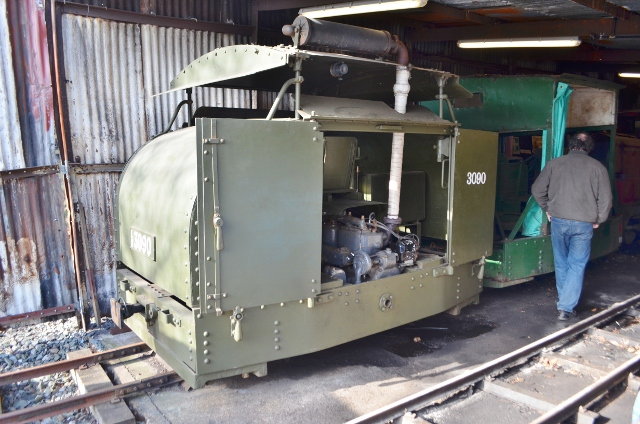
Gepanzerte Lok des Armley Mills Industrial Museum, Leeds